# Восточный Седан
Восто́чный Седа́н (фр. Sedan-Est) — кантон во Франции, находится в регионе Шампань — Арденны, департамент Арденны. Входит в состав округа Седан.
Код INSEE кантона — 0827. Всего в кантон Восточный Седан входит 11 коммун, из них главной коммуной является Седан.

## Коммуны кантона
| Коммуна            | Население, чел. (1999) | Почтовый индекс | Код INSEE |
| ------------------ | ---------------------- | --------------- | --------- |
| Базей              | 1 879                  | 08140           | 08053     |
| Балан              | 1 612                  | 08200           | 08043     |
| Виллер-Серне       | 293                    | 08140           | 08475     |
| Деньи              | 352                    | 08140           | 08136     |
| Ла-Монсель         | 127                    | 08140           | 08294     |
| Пурю-о-Буа         | 262                    | 08140           | 08342     |
| Пурю-Сен-Реми      | 1 165                  | 08140           | 08343     |
| Рюбекур-э-Ламекур  | 172                    | 08140           | 08371     |
| Седан              | 8 838                  | 08200           | 08409     |
| Франшваль          | 593                    | 08140           | 08179     |
| Эскомбр-э-ле-Шенуа | 282                    | 08110           | 08153     |

## Население
Население кантона на 1999 год составляло 15 075 человек.
| 1962 | 1968 | 1975 | 1982 | 1990   | 1999   | 2006 | 2007 | 2008 |
| ---- | ---- | ---- | ---- | ------ | ------ | ---- | ---- | ---- |
| —    | —    | —    | —    | 15 514 | 15 075 | —    | —    | —    |